# La Tour de glace
Pour plus de détails, voir Fiche technique et Distribution.
La Tour de glace est un drame fantastique franco-allemand-italien co-écrit et réalisé par Lucile Hadžihalilović, sorti en 2025.
Il est présenté en compétition officielle à la Berlinale 2025, où il remporte l'Ours d'argent de la meilleure contribution artistique.

## Synopsis
Dans les années 1970, l'actrice Cristina participe au tournage de l'adaptation du conte fantastique La Reine des neiges d'après Hans Christian Andersen dans lequel elle joue le rôle principal. C'est alors que Jeanne, une orpheline adolescente, trouve refuge dans les studios où le film est tourné.  Une relation inattendue se noue entre les deux femmes, cependant, Jeanne ne se doute pas que le piège se referme sur elle.

## Fiche technique
Sauf indication contraire, les informations mentionnées dans cette section peuvent être confirmées par la base de données cinématographiques IMDb,  présente dans la section « Liens externes ».
- Titre original et francophone : La Tour de glace
- Réalisation : Lucile Hadžihalilović
- Scénario : Geoff Cox et Lucile Hadžihalilović
- Décors : Julia Irribarria
- Photographie : Jonathan Ricquebourg (de)
- Son : Étienne Haug et Ken Yasumoto[1]
- Montage : Nassim Gordji Tehrani
- Production : Muriel Merlin
  - Coproduction : Victor Hadida, Ingmar Trost et Olivier Père
  - Production exécutive : Serge Catoire
- Sociétés de production : 3B Productions, en coproduction avec Arte France Cinéma, Davis Films, Sutor Kolonko et Albolina Film[2],[1]
- Société de distribution : Metropolitan Filmexport (France)
- Budget : 4,9 millions d'euros[3]
- Pays de production :  France,  Allemagne,  Italie
- Langue originale : français
- Format : couleur
- Genre : drame, fantastique
- Durée : 118 minutes
- Dates de sortie[4] :
  - Allemagne : 16 février 2025 (Berlinale)[1]
  - Suisse : 4 juillet 2025 (Festival international du film fantastique de Neuchâtel)
  - France : 17 septembre 2025[5] Date sujette à modification

## Distribution
- Marion Cotillard : Cristina / la Reine des neiges
- Clara Pacini : Jeanne[1]
- August Diehl : Max[1]
- Lilas-Rose Gilberti : Chloé
- Marine Gesbert : Stéphanie[1]
- Gaspar Noé : Dino, le réalisateur[1]
- Dounia Sichov : l'assistante réalisateur
- Valentina Vezzoso : Bianca
- Cassandre Louis Urbain : Rose
- Aurélia Petit : la narratrice

## Production

### Genèse et développement
En mars 2017, Lucile Hadžihalilović annonce avoir achevé le scénario de son prochain film, alors intitulé La Reine des neiges, qui bénéficiera comme sept autres projets du soutien de l'organisme Groupe Ouest développant le cinéma en Bretagne.
En juin 2023, Arte France annonce coproduire le film, désormais rebaptisé La Tour de glace, pour lequel Marion Cotillard tiendra le rôle principal. Elle a déjà travaillé avec Lucile Hadžihalilović sur le premier long métrage de cette dernière, Innocence (2004). Le tournage aura lieu en France et en Allemagne entre janvier et février 2024. Lucile Hadžihalilović coécrit le scénario avec Geoff Cox.
Le film est produit par la société française 3B Productions et co-produit par les sociétés Arte France Cinéma et Davis Films, ainsi que la société allemande Sutor Kolonko, et la société italien Albolina Film.
Lucile Hadžihalilović a déclaré à propos des sources d'inspirations du film : « Nous avons beaucoup pensé à L'Esprit de la ruche (1973) de Víctor Erice, qui transfigure la réalité à travers le regard d'une jeune fille. Et nous avons essayé de faire de même : embellir et styliser, découvrir ce monde à travers le regard de la jeune fille en rendant le banal un peu plus enchanté. »
Lucile Hadžihalilović a dit avoir trouvé amusant de confier à son collaborateur de longue date et partenaire dans la vie, Gaspar Noé, le rôle d'un réalisateur totalement différent de lui. La seule condition pour que Noé puisse apparaître dans le film était de porter une perruque. Il a dit à Hadžihalilović qu'il ferait le film gratuitement s'il pouvait en porter une perruque.

### Attribution des rôles
Clara Pacini (dans son premier rôle au cinéma), August Diehl, Gaspar Noé, Lilas-Rose Gilberti, Marine Gesbert et Dounia Sichov rejoignent ensuite la distribution,,.

### Tournage
Le tournage débute le 7 janvier 2024 à Paris,,. Les prises de vues se déroulent également dans le département des Yvelines. Quelques scènes sont également tournées en Italie, à Bolzano,,. Les prises de vues s'achèvent en mars 2024,.

## Distinction

### Récompenses
- Berlinale 2025 : Ours d'argent de la meilleure contribution artistique pour Lucile Hadžihalilović et l'ensemble créatif[25]
- Festival international du film fantastique de Neuchâtel 2025[26] : 
  - Prix H. R. Giger « Narcisse du meilleur film »
  - Prix Imaging the Future du meilleur production design

### Nominations
- Berlinale 2025 : Ours d'or[2]
- Festival international du film fantastique de Bruxelles 2025 : dans la compétition « White Raven »[27]